# Plataforma itinerante de acción social

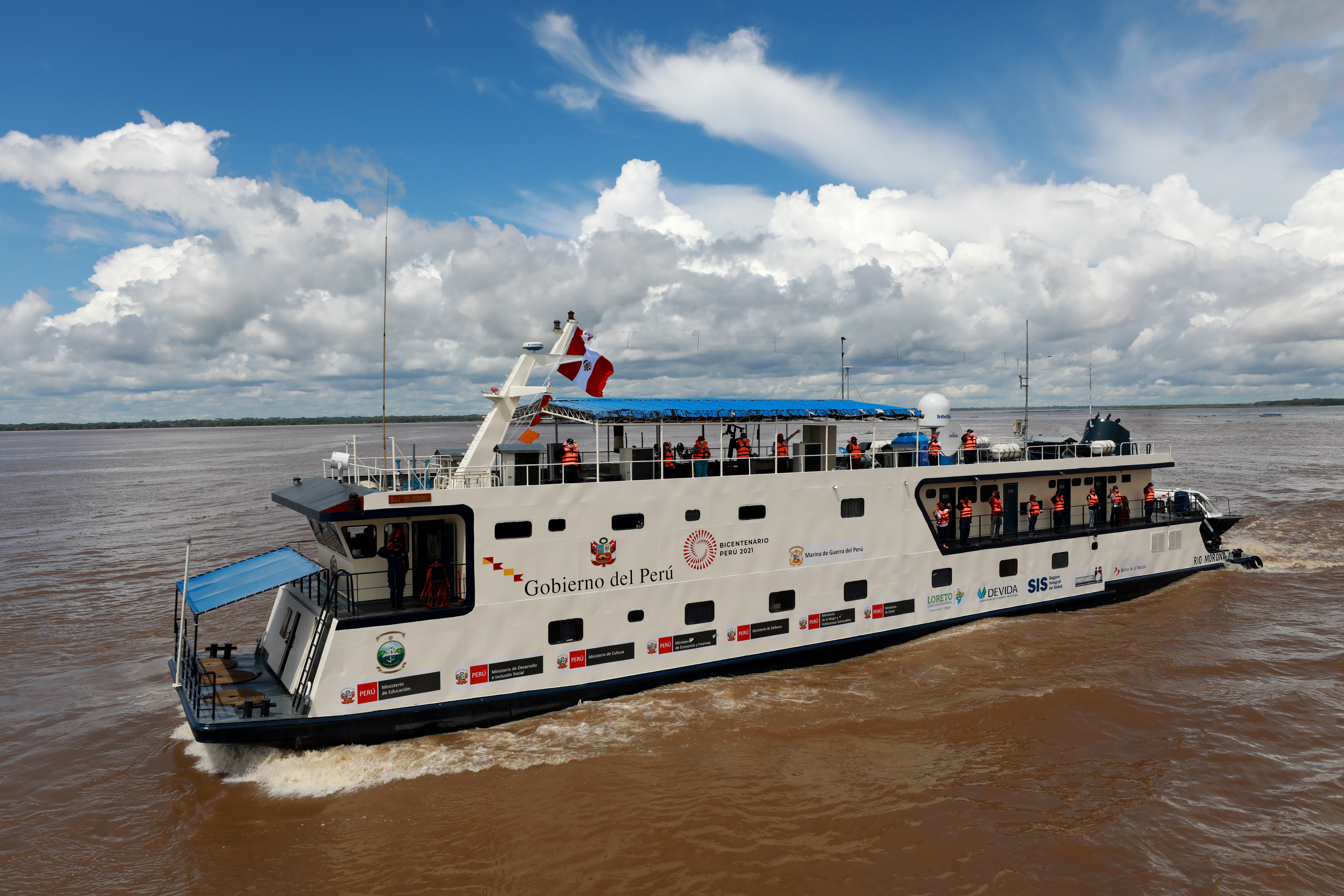
PIAS Río Morona

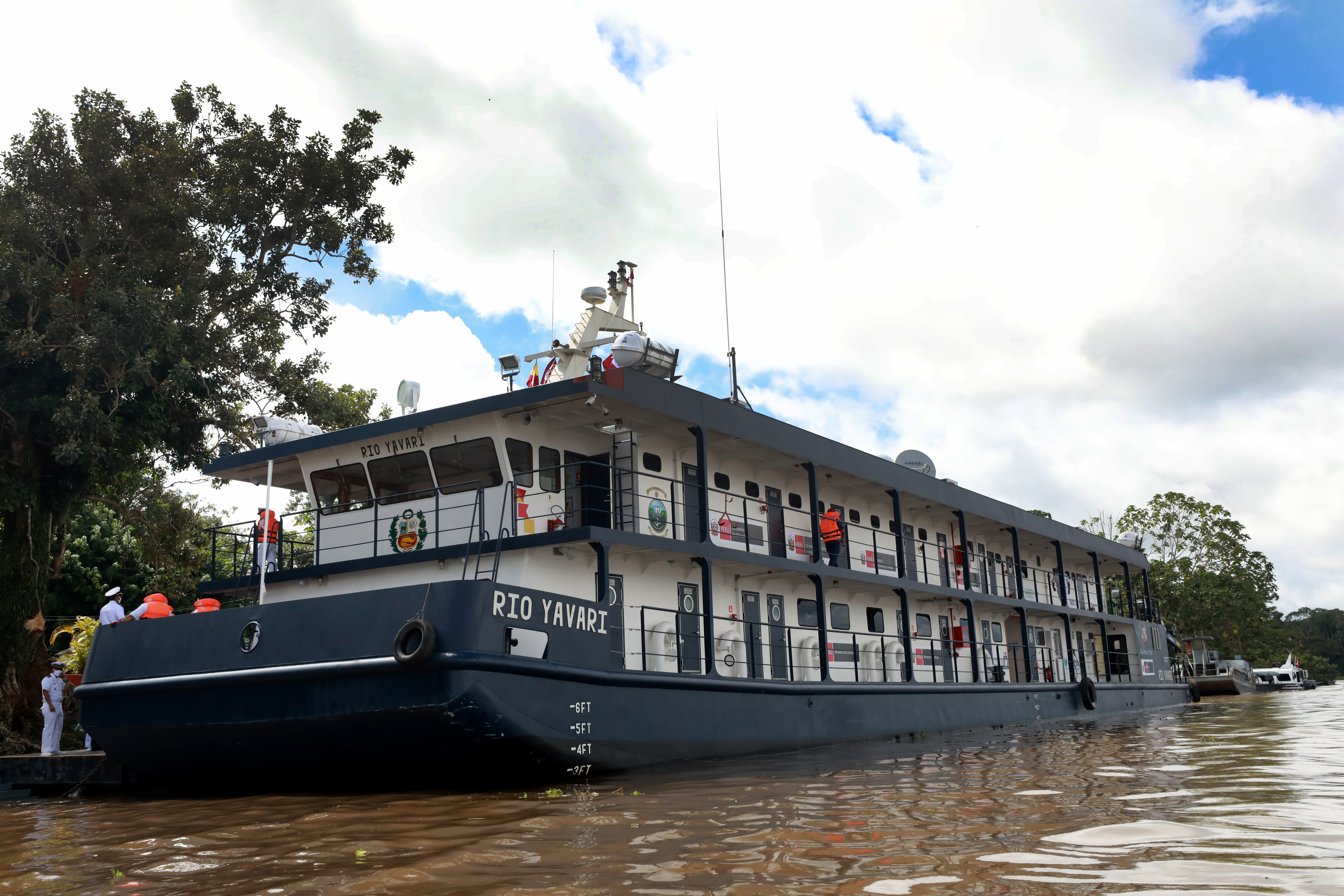
PIAS Río Yavarí

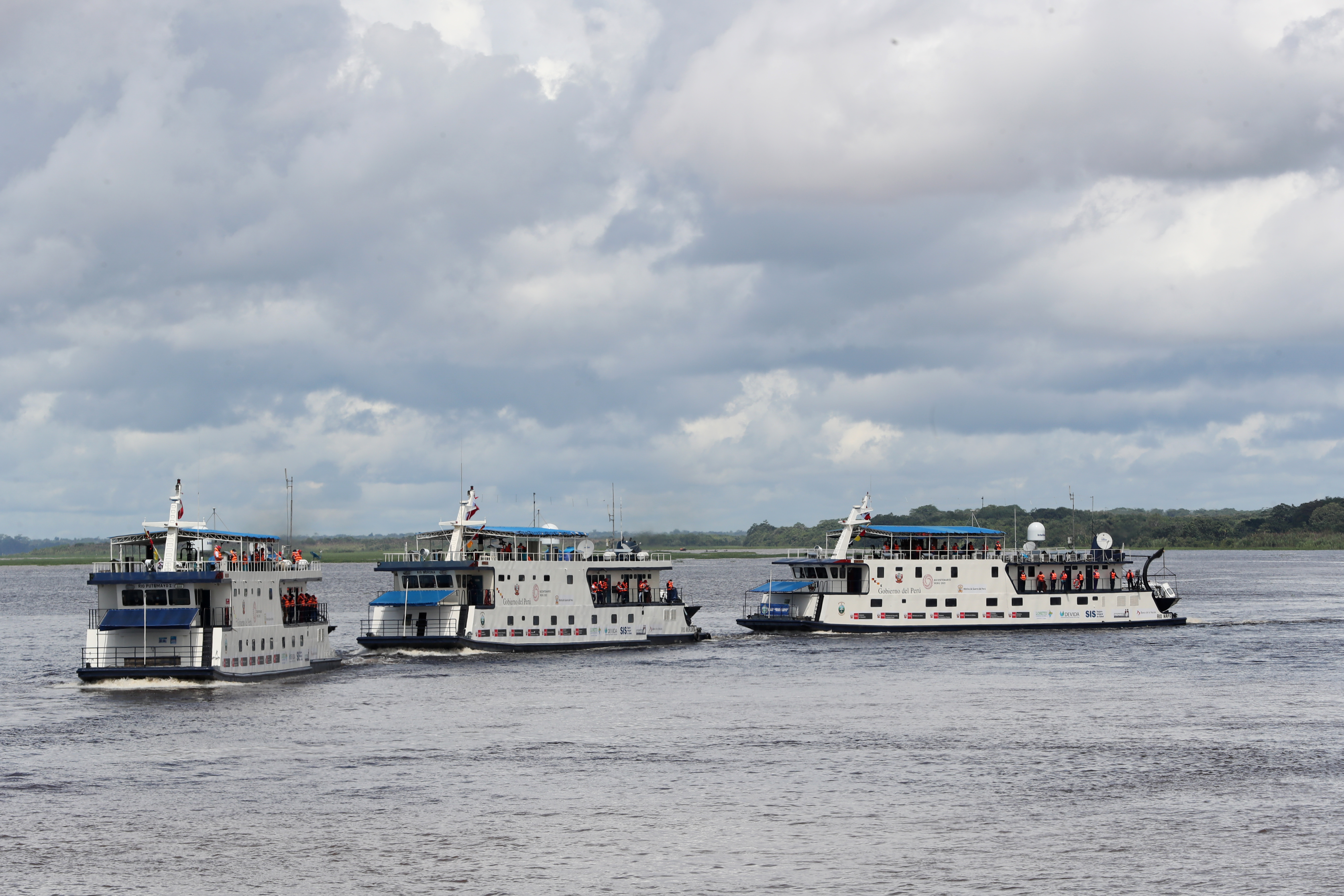
Plataformas Itinerantes de Acción Social (PIAS)

Las Plataformas Itinerantes de Acción Social (PIAS), son Buques de la Marina de Guerra del Perú, que se desempeñan como plataformas multiservicios para acercar programas y servicios del Estado Peruano, en el marco de la Estrategia de Acción Social con Sostenibilidad – EASS, en forma regular, modular, itinerante y segura, a las poblaciones nativas y rurales de nuestra Amazonía y a las poblaciones circunlacustres e insulares del Lago Titicaca, con la finalidad de contribuir con su desarrollo y la mejora de sus condiciones de vida, a partir de la ejecución de intervenciones multisectoriales, en las que participan:
- Marina de Guerra del Perú - Ministerio de Defensa
- Programa Nacional Plataformas de Acción para la Inclusión Social - PNPAIS - Ministerio de Desarrollo e Inclusión Social
- Programa nacional de Apoyo Directo a los más Pobres - PNJUNTOS - Ministerio de Desarrollo e Inclusión Social
- Programa Nacional de Asistencia Solidaria - Pensión 65 - Ministerio de Desarrollo e Inclusión Social
- Sistema de Focalización de Hogares - SISFOH - Ministerio de Desarrollo e Inclusión Social
- Dirección Regional de Salud - Loreto - Ministerio de Salud
- Dirección Regional de Salud - Ucayali - Ministerio de Salud
- Seguro Integral de Salud - SIS - Ministerio de Salud
- Servicio de promoción y defensa de los derechos de la mujer y poblaciones vulnerables - Ministerio de la Mujer y Poblaciones Vulnerables
- Servicio Juguemos - Ministerio de la Mujer y Poblaciones Vulnerables
- Ministerio de Cultura
- Ministerio de Educación
- Registro Nacional de identificación y Estado Civil - RENIEC
- Comisión Nacional para el desarrollo y vida sin drogas - DEVIDA
- Banco de la Nación

La importancia de la intervención de la Marina de Guerra del Perú, radica en el conocimiento profundo de la Amazonía peruana y Lago Titicaca, en la naturaleza de sus funciones y su jurisdicción en los ríos y lagos, en la especialización de su personal para la operación y mantenimiento de las plataformas y en la legitimidad de la institución, ganada a través de los años en las poblaciones de las áreas de intervención.

## Historia

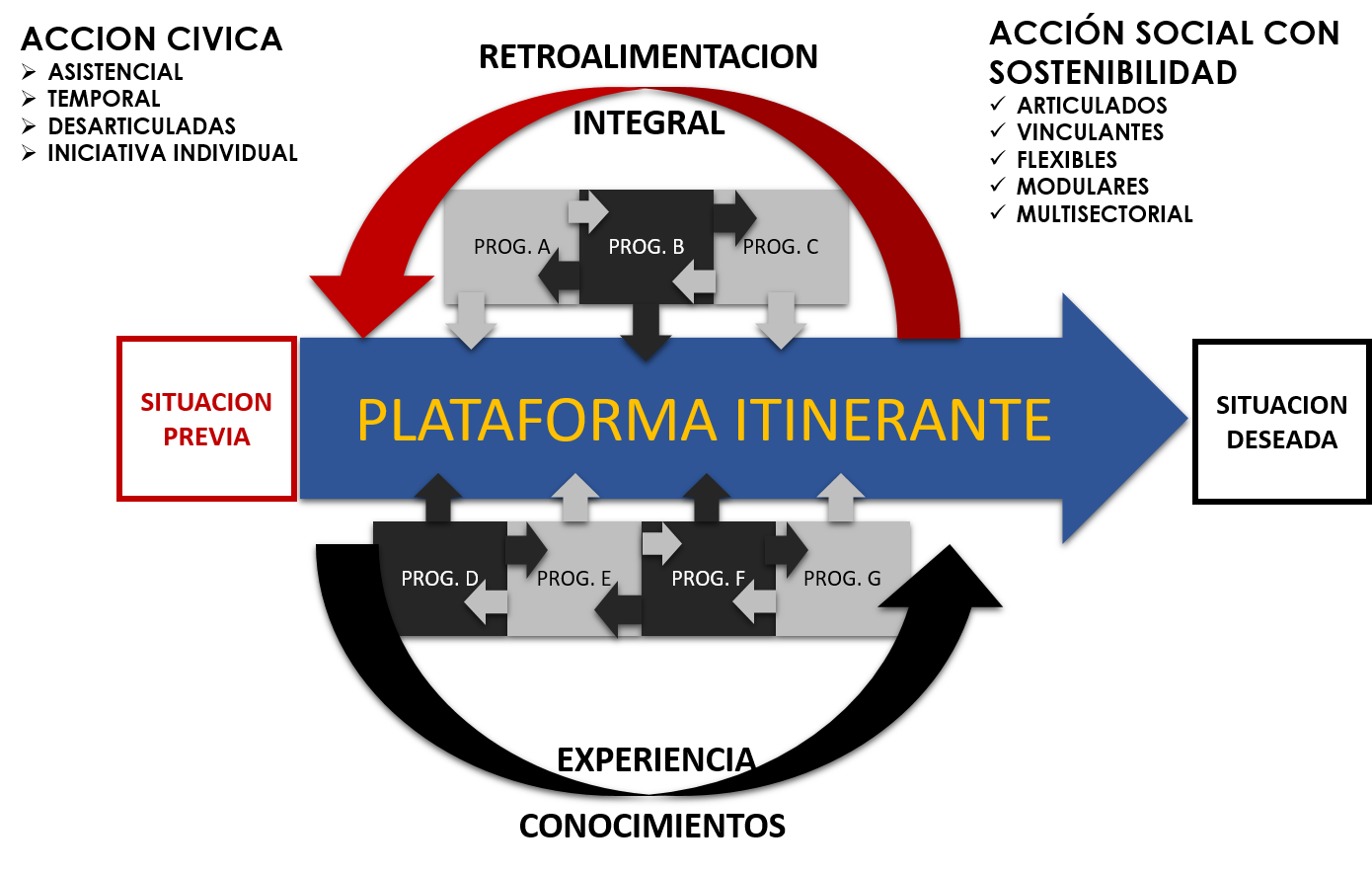
Conceptos PIAS

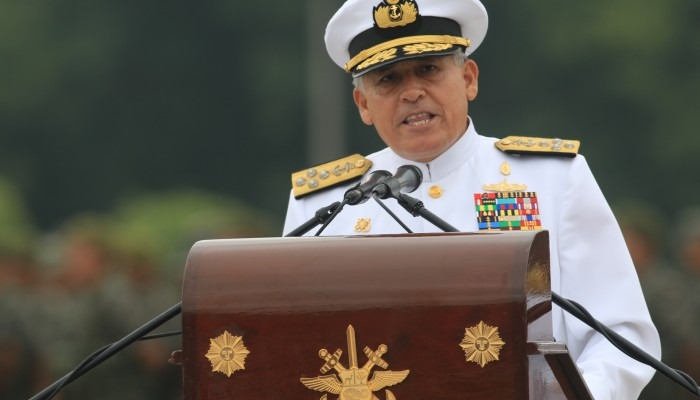
Vicealmirante Jorge Ricardo Moscoso Flores

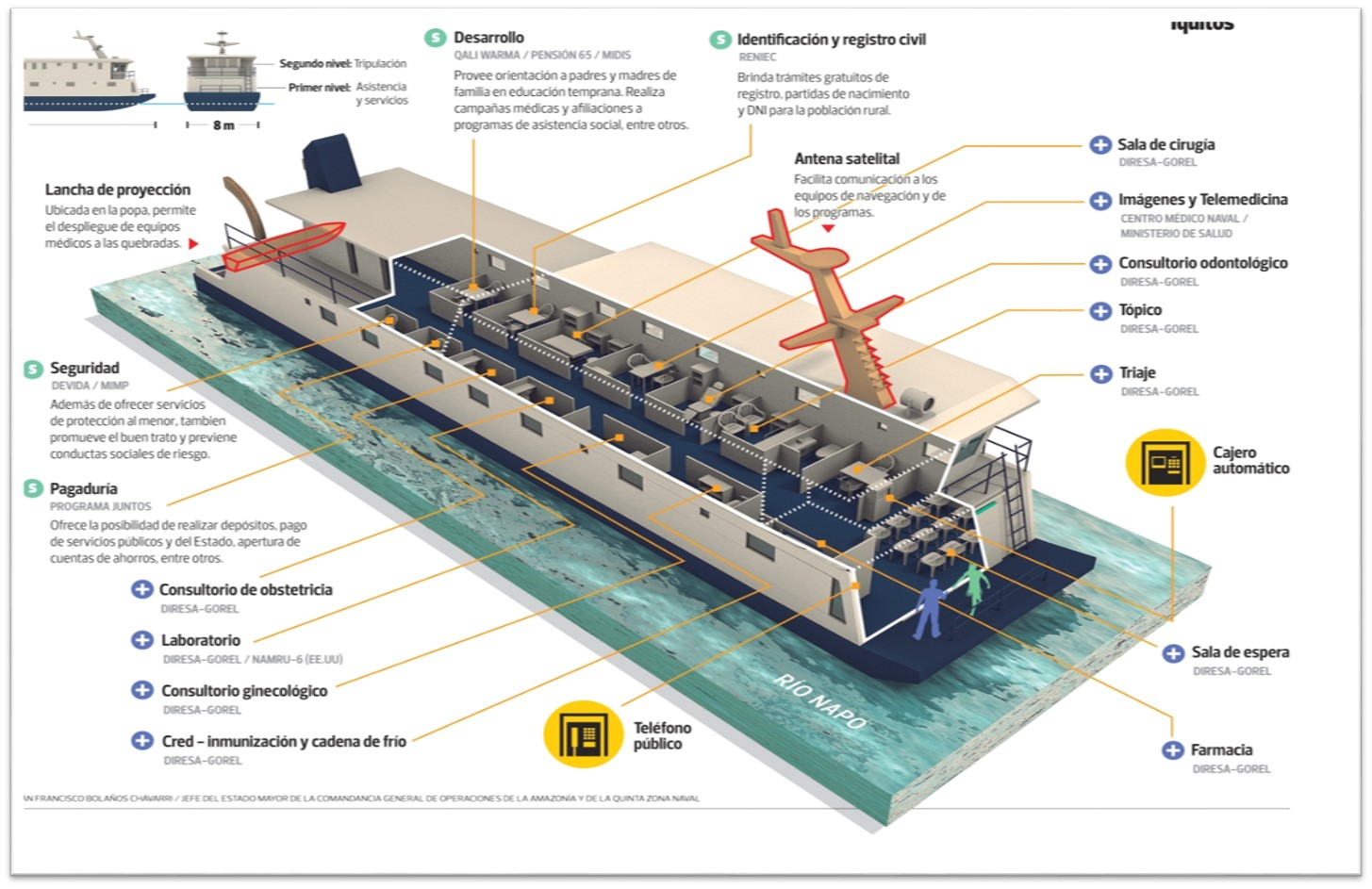
Distribución Modular

Antes de que las PIAS fueran creadas, la Marina de Guerra del Perú ya desarrollaba actividades de ayuda a poblaciones alejadas de la Amazonía y a las que circundan el Lago Titicaca, a las cuales se les llamaba "acciones cívicas", las que sin embargo era impulsadas por una iniciativa individual que no lograba articularse con otros organismos del estado, además de ser temporales y con un espíritu asistencial. Por ello, se observó la necesidad de transformar las acciones cívicas tradicionales en acciones sociales sostenibles en el tiempo, con la participación de diferentes entidades públicas y hasta privadas. Así, en el año 2012 la Comandancia de Operaciones de la Amazonía planteó a los representantes del Ministerio de Educación y del Ministerio de Desarrollo e Inclusión Social la propuesta de incorporar a la totalidad de la población amazónica -de manera sostenible- a los servicios básicos (salud, educación, nutrición y protección) que el Estado tiene la obligación de brindar. 
Uno de los componentes que se plantearon fue la de la "Plataforma Itinerante" (fluvial para el caso de la región Loreto) el cual requería un diseño o la adaptación de una nave bajo un enfoque modular, que permitiera trasladar los diferentes programas del Estado integrados y articulados con una periodicidad que garantice la sostenibilidad del efecto proyectado: obtener mejores resultados en los servicios para la población beneficiada.
En el año 2013 se concretó el proyecto de la primera Plataforma Itinerante de Acción Social “BAP Río Napo”, construido en los astilleros del Servicio Industrial de la Marina – Iquitos con presupuesto de la Marina de Guerra del Perú sobre una Motonave entregada como donación por parte del CONABI. Llevando a cabo tres exitosas campañas en ese año y cinco más en el año 2014.
Luego del éxito de este proyecto, en el año 2015, con la Ley N°30281 (Ley de presupuesto del sector público para el año fiscal 2015), se declara de interés público nacional, las intervenciones en el marco de la Estrategia de Acción Social con Sostenibilidad, dirigida al desarrollo y protección de los derechos de los pueblos indígenas con énfasis en la Amazonía; y con el Decreto Legislativo N° 1197 se aprueba la transferencia de recursos para la operación, mantenimiento y ejecución de los proyectos de inversión pública – Plataformas Itinerantes de Acción Social, entregándose al Ministerio de Defensa la operación, mantenimiento y ejecución de los componentes no ejecutados de los proyectos de inversión pública, así como los recursos correspondientes referidos a las Plataformas Itinerantes de Acción Social – PIAS en las cuencas de los ríos Morona, Putumayo y Lago Titicaca, encargando al Ministerio de Desarrollo e Inclusión Social la coordinación de las intervenciones en el marco de la estrategia de acción social con sostenibilidad dirigida al desarrollo y protección de los pueblos indígenas.

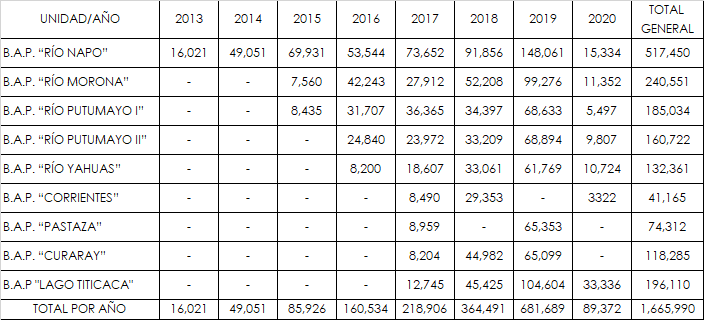
Tabla 2. Atenciones Realizadas

De esta manera, ese mismo año, se integran la segunda y tercera Plataformas Itinerantes de Acción Social, el BAP Río Putumayo I y el BAP. Río Morona, realizando respectivamente, dos y una campañas de acción social con sostenibilidad exitosas. 
El 14 de mayo del 2016, con Decreto Supremo N°003-2016-MIDIS, se aprueba la Estrategia de Acción Social con Sostenibilidad (EASS), a través de la intervención articulada de los diversos Sectores y niveles de Gobierno involucrados, de acuerdo con sus respectivas competencias, para garantizar que los servicios que presta el Estado estén disponibles para las Comunidades Nativas y que la modalidad de entrega de dichos servicios sea culturalmente pertinente, con el objetivo de contribuir con su desarrollo y mejorar sus condiciones de vida.
Ese mismo año, se integran a la Estrategia de Acción Social, la cuarta Plataforma Itinerante de Acción Social, el BAP. Río Putumayo II, realizando cinco exitosas campañas, además el Buque Hospital BAP “Río Yahuas” (Ex BAP Morona), realizando una exitosa campaña. 
A partir del año 2017, se suman a la Estrategia de Acción Social el B.A.P “Lago Titicaca I” y los Buques Tipo Hospital: BAP “Corrientes”, BAP “Pastaza”, BAP “Curaray” realizando dos exitosas campañas cada uno.  

## Actualidad
En la Actualidad, operan hasta OCHO (8) Buques de la Marina de Guerra del Perú como parte de la estrategia de acción social con sostenibilidad: CINCO (5) Plataformas Itinerantes de Acción Social y TRES (3) Buques Tipo Hospital; en las cuencas de los ríos: Napo, Curaray, Putumayo, Yavarí, Amazonas, Tigre, Ucayali, Marañón y Morona y en el Lago Titicaca.

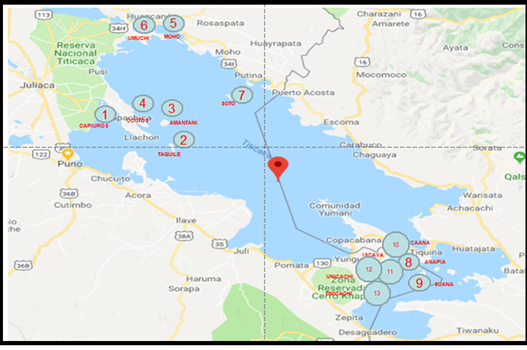
Ámbito de Intervención en el Lago Titicaca

La Estrategia de Acción Social con Sostenibilidad se proyecta a tener las siguientes unidades fluviales:

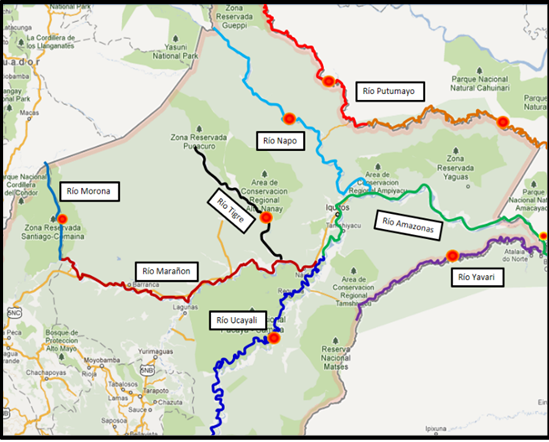
Ámbito de Intervención en la Amazonía

- DOS PIAS para Cuenca Alta y Baja Río Putumayo
- DOS PIAS para Cuenca Alta y Baja Río Napo
- DOS PIAS para Cuenca Alta y Baja Río Ucayali
- UNA PIAS para Cuenca Río Yavarí
- UNA PIAS para Cuenca Río Marañón
- UNA PIAS para Cuenca Río Tigre
- UNA PIAS para Cuenca Río Morona
- UNA PIAS para el Lago Titicaca
- UNA PIAS, para reserva y/o mantenimiento.

### PIAS "RIO YAVARI"
La PIAS “RIO YAVARI” se encuentra en construcción y se espera su participación para la Primera Campaña de Acción Social 2021. Cuenta con diferentes características que las anteriores, es de mayor tamaño y sus pasadizos son laterales. 

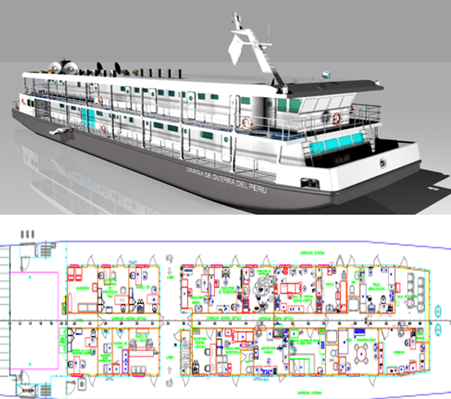
Proyecto PIAS YAVARI
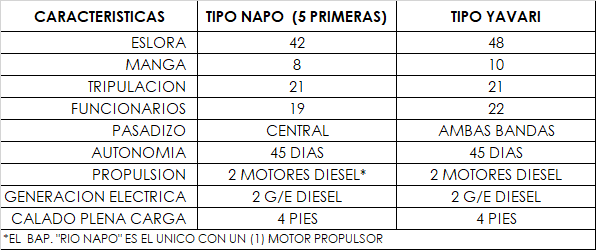
Características Generales

La Marina de guerra del Perú, ha informado el 31 de octubre de 2021, que está próximo a iniciar la construcción de 2 PIAS en las instalaciones del SIMA IQUITOS, la Ucayali I y la Ucayali II por un requerimiento del Ministerio de Desarrollo e Inclusión Social.